# Sencezium
Sencezium ist eine 2016 gegründete Post-Rock- und Funeral-Doom-Band.

## Geschichte
Sencezium wurden 2016 von dem Schlagzeuger Nevruz Öztürk, dem Keyboarder und Pianisten Kerim Bülent sowie dem Sänger und Gitarristen Serkan Kekec in Istanbul gegründet. Durch die Beteiligung von Kekec und Bülent gilt die Gruppe als Nebenprojekt zu Depressive Mode. Das Trio debütierte ein Jahr später mit dem Album In Mourning’s Symphony über GS Productions. Nick Harkins besprach das Album für Doom-Metal.com und urteilte, es sei ein „interessantes erstes Album mit einigen ergreifend melancholischen Augenblicken,“ halte jedoch „sein frühes Versprechen nie ganz ein. Ein vielversprechendes Debüt, aber womöglich eine verpasste Gelegenheit.“ Das zweite Album A Lament for each falling Leaf erschien im darauf folgenden Jahr, weitestgehend von einer journalistischen Rezeption unbeachtet, erneut über GS Productions.

## Stil
Die Musik von Sencezium wird als atmosphärischer Hybrid aus Post-Rock und besonders tragischem Doom Metal beschrieben. Hierbei wird insbesondere durch GS Productions für das Album A Lament for each falling Leaf auf den Funeral Doom verwiesen. Die Musik variiere eine melancholische Grundstimmung zu einer Elegie. Diese bewege sich häufig nahe einer cineastischen Ambient-Melancholie. Das Schlagzeug sei hierbei häufig besonders präsent. Das Gitarrenspiel wird als „sparsam“ beschrieben. Das Klavier, beziehungsweise Keyboard, übernehme eine weithin tragendere Rolle. Hierbei experimentiere die Gruppe mit ihren Instrumenten und deren Klang in einfachen Modulationen, die mitunter an den Psychedelic Rock der 1970er Jahre erinnere.

## Diskografie
- 2017: In Mourning’s Symphony (Album, GS Productions)
- 2018: A Lament for each falling Leaf (Album, GS Productions)
- 2022: Desperately Concerned (Album, GS Productions)